# شعیب احمد شیخ
شعیب احمد شیخ (انگلیسی: Shoaib Ahmed Shaikh؛ زادهٔ ۱۷ آوریل ۱۹۷۱) کارآفرین و اهالی کسب‌وکار اهل پاکستان است، که در سال ۱۹۹۷ شرکت ایگزیکت را تأسیس کرد.